# Interahamwe
L'Interahamwe és una organització paramilitar hutu. Originalment era l'ala juvenil del partit governant de Ruanda, el Moviment Republicà Nacional per la Democràcia i el Desenvolupament, durant el genocidi ruandès, el terme "Interahamwe" es va ampliar per significar bandes civils que van assassinar tutsis. La milícia va comptar amb el suport del govern liderat per hutus durant el genocidi. Des del genocidi, han estat expulsats de Ruanda, principalment al Zaire (actual República Democràtica del Congo). Són considerats una organització terrorista per la majoria dels governs occidentals, així com diversos països d'Àfrica (inclosa Ruanda, la República Democràtica del Congo i molts altres).

## Etimologia
El nom Interahamwe es pot traduir com "aquells que treballen junts" o bé "aquells que lluiten junts". Treball es va usar com a argot en les emissores de ràdio racistes durant el genocidi - "treballant" significava utilitzar matxets per matar. El nom Interahamwe es pot dividir de la manera següent: intera deriva del verb gutera, que vol dir "treballar"; hamwe significa "plegats" i és relacionat amb la paraula rimwe per "un".
Els anglòfons sovint ho pronuncien /ˌɪntərəˈhɑːmweɪ/, encara que es pronuncia inhêːɾɑhɑ́mwe en kinyarwanda. Tanmateix, quan parlen anglès, els ruandesos a vegades pronuncien a la manera anglesa. La diferència es pot observar escoltant a Paul Rusesabagina a la funció Return to Rwanda del DVD d'Hotel Rwanda i al traductor d'un supervivent de la massacre de Nyarubuye a "Frontline" Ghosts of Rwanda.

## Organització i història
Jerry Robert Kajuga, un tutsi (inusual per aquest grup), va ser president de l'Interahamwe. El vicepresident d'Interahamwe va ser Georges Rutaganda. L'Interahamwe es va formar a partir de grups de joves del partit MRND. Van dur a terme el genocidi ruandès contra els tutsis el 1994. L'emissora de ràdio Radio Télévision Libre des Mille Collines, fundada pel president ruandès Juvénal Habyarimana i la seva esposa, va ser popular entre els Interahamwe per la seva agenda decididament pro-hutu, entre altres coses. Des d'octubre de 1993 fins a finals de 1994, es va utilitzar com a sortida perquè els extremistes poguessin alliberar propaganda etnocèntrica i xenòfoba dirigida als tutsis, hutus moderats i belgues. Sovint va encoratjar els actes de genocidi promovent la por entre els hutus que els tutsis els massacrarien i emetien les posicions de tutsis que s'amagaven o intentaven fugir.
Després de la invasió de la capital ruandesa Kigali pel Front Patriòtic Ruandès (FPR), molts civils ruandesos i membres de l'Interahamwe van fugir als països veïns, sobretot al que en aquella època era Zaire, ara República Democràtica del Congo, i Tanzània. Sudan va donar la benvinguda a ex-Interahamwe a Juba i, el març de 1998, el coronel Tharcisse Renzaho, l'antic prefecte de Kigali, i el comandant de la Guàrdia Presidencial de Rwanda, el coronel Ntiwiragabo, van arribar a Juba des de Nairobi per organitzar-los. Ha estat gairebé impossible portar els Interahamwe a la justícia perquè no tenien uniformes ni tenien un grup clarament organitzat de seguidors. Eren els veïns, amics i companys de treball dels tutsis. Al llarg de la guerra, els membres de l'Interahamwe es van traslladar a camps de refugiats i desplaçats interns. Allà, les víctimes es van barrejar amb l'enemic fent difícil la persecució dels membres de l'Interahamwe. Però el tribunal Gacaca va ser posat en marxa per intentar, com a mínim, aconseguir que els assassins acabessin a la presó. Ha estat vist amb criticisme des de moltes fonts diferents perquè els jutges tenien una formació inadequada i molts membres del sistema judicial eren corruptes. Aquest problema ha portat a moltes persones innocents a la presó i ha fet que les presons estiguin superpoblades.
Durant la guerra, milions de refugiats hutus ruandesos van fugir a Zaire (ara la República Democràtica del Congo), juntament amb molts membres de l'Interahamwe, la Guàrdia Presidencial i les Forces Governamentals de Ruanda (FGR). Després del reclutament d'un nombre significatiu d'hutus congolesos, l'organització va prendre el nom Armée de Libération du Rwanda (ALiR). Amb el règim de Paul Kagame encara al poder, els membres encara participen en incursions frontereres dels camps de refugiats.

## Després del genocidi ruandès
El 1999 Interahamwe va atacar i va segrestar un grup de 14 turistes al Parc Nacional de Bwindi, Uganda. Vuit dels turistes van morir. La història apareix a National Geographic, Locked Up Abroad: Uganda.

## Persecució
Els líders de l'Interahamwe han estat processats principalment a través del Tribunal Penal Internacional per a Ruanda a Arusha (Tanzània). El tribunal ha condemnat almenys 41 persones, sovint amb sentències de cadena perpètua, inclosos l'ex primer ministre Jean Kambanda i Georges Rutaganda. Els fugitius han estat capturats i perseguits en altres països, inclosos Jean-Marie Vianney Mudahinyuka (a.k.a. "Zuzu"), un líder Interahamwe amagat a Chicago, Illinois el gener de 2011.